# L-苏氨酸3-脱氢酶
L-苏氨酸3-脱氢酶（EC 1.1.1.103 （页面存档备份，存于）），是一种以NAD+或NADP+为受体、作用于供体CH-OH基团上的氧化还原酶。这种酶能催化以下酶促反应：
L-苏氨酸 + NAD+ {\displaystyle \rightleftharpoons } L-2-氨基-3-氧代丁酸 + NADH + H+
上述反应的产物L-2-氨基-3-氧代丁酸在水溶液中能自发转化为氨基丙酮。L-苏氨酸3-脱氢酶主要参与甘氨酸、丝氨酸和苏氨酸的代谢过程。这种酶能与甘氨酸C-乙酰基转移酶（glycine C-acetyltransferase，2.3.1.29 （页面存档备份，存于））结合成为复合物协同作用，参与苏氨酸的降解过程，该苏氨酸降解途径在原核细胞及真核细胞中都很常见。